# Decodor (scufundare)
Decodorul este un aparat cu care se pot face comunicații radio cu scafandrii alimentați de la suprafață sau aflați într-o barocameră și respiră un amestec respirator heliu-oxigen (Heliox).
Sunetul se propagă cu viteză mai mare în heliu decât în aer, din acest motiv vocea se schimbă cu o tonalitate specifică numit efect Donald Duck făcând aproape imposibilă comunicațiile radio cu scafandrii. 
Decodorul de heliu, prin analiză frecvențială restructurează vocea către frecvențe normale, realizând  comunicarea radio cu scafandrii.
Decodorul poate fi reglat în funcție de adâncimea la care se află scafandrii.